# Amala (mitologia)
Amala é o gigante mitológico que sustenta o mundo na mitologia dos povos Tsimshian, Nisga'a, Skidegate, Kaigani, Massett e Tlingit. Segundo a lenda o mundo é sustentado por um poste giratório que  Amala sustenta em suas costas . A força de Amala adviria do óleo de pato que é esfregado em suas costas A crença é que quando todos os patos forem caçados, não haverá mais nenhum óleo de patos disponível no mundo. Neste ponto, Amala morrerá e o mundo cairá do poste e chegará ao fim.

## O mito
O nome Amala refere-se a ele ser muito sujo e significa literalmente "buraco de fumaça.” SE. Em muitas variantes do mito, Amala dorme na urina. No final de sua vida, ele secretamente alcança força sobrenatural  e se torna um jovem bonito e poderoso que realiza muitos feitos ousados e se torna Salvador e protetor de seus parentes contra seus inimigos. A façanha final de sua vida é tomar o lugar um chefe moribundo em uma ilha no mar sudoeste na tarefa de suportar a Terra. O chefe moribundo fica sabendo das várias façanhas de Amala e, impressionado com suas proezas, convoca o herói. Quando Amala chega, o chefe entrega o longo poste sobre o qual gira o mundo. Algumas versões do mito afirmam que o chefe coloca o poste no peito de Amala, enquanto algumas versões sustentam que o poste é mantido sobre as costas de Amala. Um servo alivia os músculos de Amala com a aplicação anual de de gordura de pato e óleo de pato selvagem que ajudam Amala a manter o mundo girando.

## Possíveis influências
Há a possibilidade de que os mitos sobre Amala e heróis semelhantes da mitologia Nativa Americana tenham sido influenciados pelos contos de Cinderela e Atlas - o titã que carrega o mundo nos ombros na mitologia grega, introduzido na cultura nativa americana a partir do contato com os europeus. Há paralelos entre Cinderela e Amala: ambos dormem em cinzas e ambos são maltratados por sua tribo ou família. Além disso, o enredo da história de Amala- o membro desprezado da tribo que supera a adversidade e se torna um herói entre seu povo, pode ser uma combinação de elementos do herói ou heroína oprimida e ridicularizada, como Cinderela, e o herói do tipo Atlas que habita no submundo.